# Åseda
Åseda is de hoofdplaats van de gemeente Uppvidinge in het landschap Småland en de provincie Kronobergs län in Zweden. De plaats heeft 2518 inwoners (2005) en een oppervlakte van 262 hectare.

## Verkeer en vervoer
Bij de plaats lopen de Riksväg 23 en Riksväg 37.
Ook loopt er een spoorlijn door de plaats.